# Volker Fischer
Volker Fischer, né le 15 août 1950 à Iserlohn, est un escrimeur allemand qui, durant sa carrière sportive, a représenté l'Allemagne de l'Ouest, remportant des titres mondiaux et olympique par équipes et en individuel. Il pratique l'épée.

## Carrière
C'est seulement à l'âge de 26 ans que Fischer arrive sur le devant de la scène de l'escrime internationale. Après le zéro pointé de l'Allemagne aux Jeux de 1968 et 1972 à Munich en escrime, il fait partie d'un renouveau de la discipline à l'épée, arme qui voit l'Allemagne de l'Ouest glaner une médaille d'or et deux d'argent aux Jeux de 1976. Fischer fait alors partie de l'équipe d'Allemagne médaillée d'argent derrière les imbattables Suédois. Il doit attendre huit ans pour revoir les Jeux à la suite du boycott de ceux de 1980 à Moscou. En 1984, l'Allemagne domine la France pour remporter le titre olympique. Ce faisant, Ficher prend sa revanche sur le champion olympique de l'individuel, Philippe Boisse, qui l'avait battu en quart de finale. Sa dernière médaille olympique vient en 1988, l'argent par équipes, après une défaite contre l'équipe française en finale.
En plus de ces trois médailles olympiques, Fischer compte un important palmarès aux championnats du monde. Il a remporté à deux reprises le titre par équipes, ainsi que deux médailles d'argent. Sa consécration personnelle arrive sur le tard, lorsqu'il remporte l'épreuve individuelle aux championnats du monde 1987 à Lausanne, sa première et seule médaille individuelle en sénior. Plus tard, Fischer poursuit sa carrière dans la catégorie vétéran, dont il devient champion du monde en 2014.

## Palmarès
- Jeux olympiques
  -  Médaille d'or par équipes aux Jeux olympiques de 1976 à Montréal
  -  Médaille d'argent par équipes aux Jeux olympiques de 1984 à Los Angeles
  -  Médaille d'argent par équipes aux Jeux olympiques de 1988 à Séoul

- Championnats du monde d'escrime
  -  Médaille d'or aux championnats du monde d'escrime 1987 à Lausanne
  -  Médaille d'or par équipes aux championnats du monde d'escrime 1986 à Sofia
  -  Médaille d'or par équipes aux championnats du monde d'escrime 1985 à Barcelone
  -  Médaille d'argent par équipes aux championnats du monde d'escrime 1987 à Lausanne
  -  Médaille d'argent par équipes aux championnats du monde d'escrime 1983 à Vienne